# Малтабар Наталія Григорівна
Наталія Григорівна Малтабар (нар. 20 червня 1952, місто Харцизьк, тепер Донецької області) — українська радянська діячка, електрозварниця Харцизького трубного заводу Донецької області. Депутат Верховної Ради УРСР 11-го скликання.

## Життєпис
Освіта середня спеціальна.
З 1976 року — електрозварниця Харцизького трубного заводу Донецької області.
Потім — на пенсії в місті Харцизьку Донецької області.

## Нагороди
- ордени
- медалі